# 草野信男
草野 信男（くさの のぶお、1910年〈明治43年〉1月11日 - 2002年〈平成14年〉5月14日）は、日本の病理学者。原爆投下直後の広島を調査し、「放射能におかされた骨髄に対して医学は無力である」、そうだとすれば「この爆弾に対する対策は世界人類の良心にゆだねるほかに道はない」と考え、その後原水爆禁止運動に参加、原水爆禁止日本協議会（原水協）理事長、代表委員を務めた。

## 経歴・人物
東京都出身。東京帝国大学卒業。1940年東京帝国大学附属伝染病研究所(現東京大学医科学研究所)に入り、1949年 東京大学　 医学博士　博士論文は　「インフルエンザ、ヴィールスによる廿日鼡の肺病変の組織病理學的研究」。 1962年教授。1977年5月山梨勤労者医療協会山梨医学研究所長、1978年5月同会理事。この間、1951年1月には急死した宮本百合子の病理解剖を執刀し、追想録『宮本百合子』（岩崎書店、1951年）に報告文を載せている。
1945年8月、原爆投下後の広島を調査し、1953年5月世界で初めて原爆被害の実態をウィーンの国際医師会議で報告、" Atomic Bomb injuries "（『原爆症』）, Tsukiji Shokan （築地書館）, 1953 を出版した。1955年の第1回大会以来、毎年夏に開かれる原水爆禁止世界大会に参加。1975年より原水協理事長。1977年5月19日、原水協理事長として、原水爆禁止日本国民会議（原水禁）代表委員の森滝市郎との間で運動の統一に関する 合意書 に調印、14年ぶりの統一大会実現に寄与した。1983年より原水協代表委員。
1984年6月28-29日の原水協全国理事会で吉田嘉清とともに役員を解任された。戦後すぐに日本共産党に入党していたが、解任直前に離党した。その後吉田らと共に 平和事務所 を発足させ、チェルノブイリ原子力発電所事故被害者救援に取り組んだり、1995年に『原爆症』を再刊、世界の図書館、科学者に贈るなどの活動を続けた。市民団体の平和行進に参加すると、「平和運動にもぐりこむかく（撹）乱者」と「赤旗」に報じられたが、「よくネタが尽きないな」と微笑するだけだったという。
死去2か月後に開かれた草野を偲ぶ集いで、数々の逸話が伝えられたという。--医師免状は「若いころ一度もらった」が「だいぶ昔になくしてしまった」。勲章は「幾らで売れるか」しか興味を示さなかった。「先生はなぜ赤信号を無視するのですか」と問われて「信号は安全のためのものだぜ。自分で安全が確認できればいいじゃねえか」。最晩年、一人暮らしの自宅マンションで倒れ、意識を回復した病院で、心配する周囲に「ちょいと冬眠してた」、そのとき実は栄養失調だった。... 趣味が多く、特にスキーや古道具屋巡りが好きだったといわれる。

## 研究、著作
- 博士論文「インフルエンザ、ヴィールスによる廿日鼡の肺病変の組織病理學的研究」、1949年2月14日東京大学より博士号授与
- 「ソヴェートの医学」、八杉竜一編『ソヴェートの科学』日本評論社、1949年、全国書誌番号 48003057
- 「原子病について」、科学者平和問題懇談会編『平和と人権 : あじあをめぐる平和の在り方』東京大学協同組合出版部、1950年、全国書誌番号 50006212
- 「原水禁運動の始まった頃」、日本平和委員会編『平和運動20年記念論文集』大月書店、1969年、全国書誌番号 72003207
- " Atomic Bomb injuries " , Tsukiji Shokan , 1995 , ISBN 4-8067-4582-0
- 『原爆症』（改訂新版）、築地書館、1995年7月、ISBN 9784806745822